# Ла Рієра да Ґая
Ла Рієра де Ґая (La Riera de Gaià) − муніципалітет у кумарці Таррагунес в Каталонії, Іспанія. 2009 року населення становило 1.587 чол., у 2015-му − 1.679.

## Історія
Про місто є мало згадок. У XIV-XV ст. в цих місцях поселились перші люди, які і створили поселення. У 1769 році його було об'єднано з Вірґілі (Virgili), що сформувало єдиний муніципалітет двох населених пунктів.

## Економіка

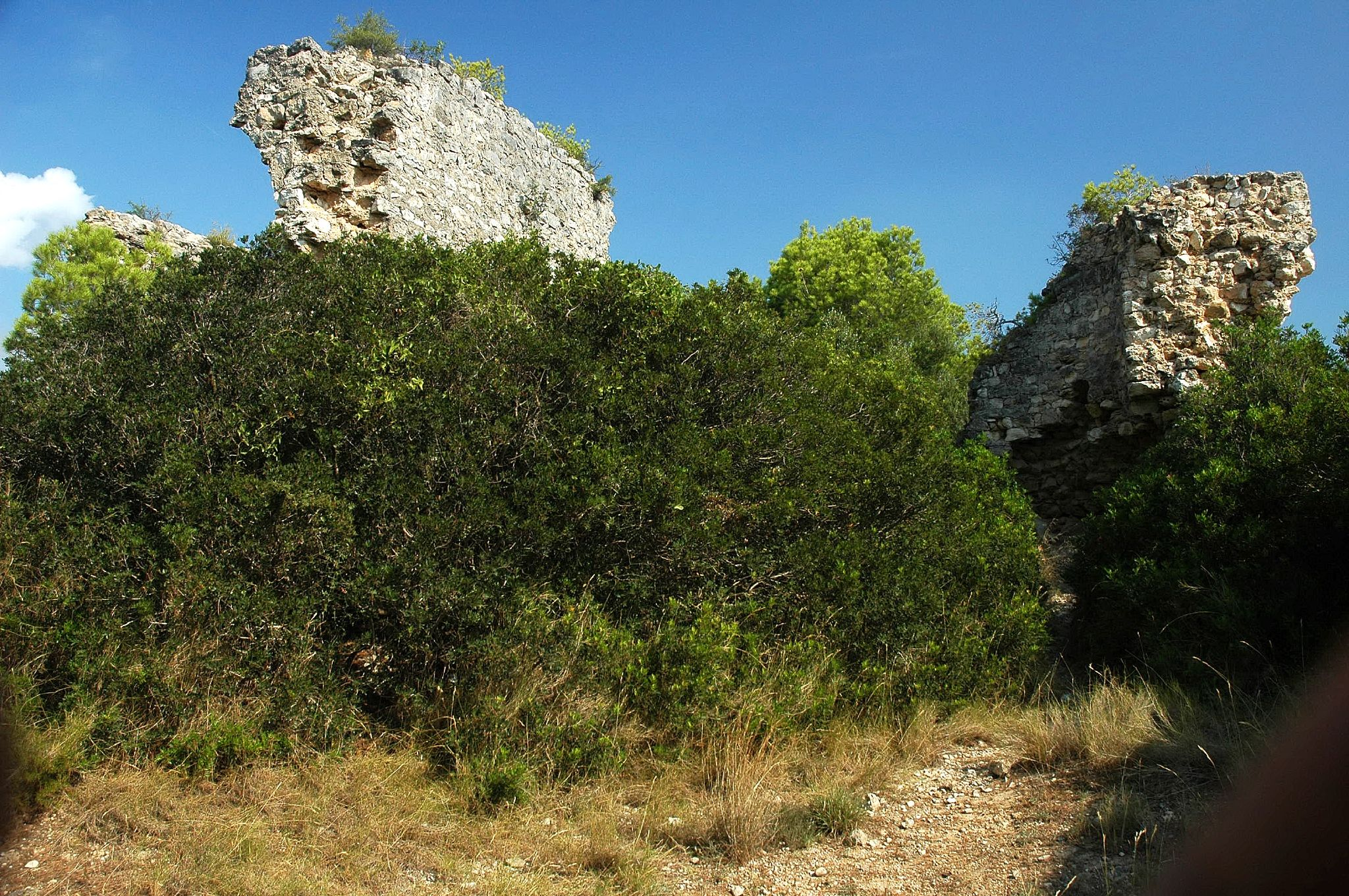
Костьол Святої Маргарити

Традиційно для цього регіону основним видом економічної діяльності є сільське господарство. Кількість людей, задіяних в ньому, з кожним роком падає, але воно досі залишається одним з основних джерел доходу муніципалітету. Найважливими культурами є горіх і оливки.